# Александар Југовић
Александар Југовић (2. новембар 1975) је српски политичар, писац и академик. У Народној скупштини Србије је од 2008. године као члан Српског покрета обнове (СПО).

## Рани живот и приватна каријера
Југовић је рођен у Чачку, у тадашњој СР Србији у СФРЈ. Дипломирао је на Филолошком факултету Универзитета у Београду и професор је српског језика и књижевности. Југовић је објавио збирке поезије Крв и није вода (1995), На крају крајева (1999), Јесеним пролећа (2002), драму Луна-парк, романе ДИСхармонија (2005), Три рога месеца (2006), Српски у сто лекција (2008), Монтана (2010), Лауреат (2014), Опсенар (2016) и Мора (2018).

## Политичар

### Од 2004. до 2012. године
Југовић је заузео 105. место на збирној изборној листи СПО и Нове Србије на парламентарним изборима 2003. Савез СПО–Нова Србија освојио је двадесет два мандата, а он није изабран у делегацију своје странке. (Од 2000. до 2011. године мандати на српским изборима распоређени су по дискрецији успешних партија и коалиција, а уобичајена пракса је била да се мандати додељују по бројчаном редоследу. Југовић је могао да добије мандат упркос релативно ниској листи, али није) Од 2004. до 2007. године Југовић је био помоћник министра културе у сарадњи са министром СПО Драганом Којадиновићем.
СПО је самостално учествовао на парламентарним изборима 2007, а Југовић је добио осамдесет шесто место на својој листи (која је углавном била распоређена по азбучном реду). Странка није добила довољно гласова да пређе изборни цензус и освоји заступљеност у скупштини.
За изборе 2008. СПО је приступио Савезу Демократске странке За европску Србију, а Југовић је на њеној листи освојио осамдесет шесто место. Алијанса је освојила 102 од 250 посланичких мандата и касније је била у могућности да формира коалициону владу. Југовић је био у посланичкој делегацији СПО.
Југовић је у октобру 2008. описао СПО као „стуб који окупља интелектуалну и проевропску [Унију], одговорну десницу“ у српској политици, стављајући га у идеолошку традицију личности попут Конрада Аденауера и Шарла де Гола. Три године касније тврдио је да Србија не треба да слави 7. јул као Дан устанка; његова тврдња је била да је југословенски партизански устанак тог датума у Другом светском рату био мотивисан комунистичком идеологијом пре него противљењем окупацији Србије Осовине.
Југовић је у септембру 2009. предложио стратегију децентрализације Србије која би, између осталог, Војводину поделила на три региона. Подржао је Ахтисаријев план у вези са статусом Косова и Метохије у оквиру Србије.

### Од 2012
Изборни систем Србије реформисан је 2011. године, тако да су посланички мандати додељени по бројкама кандидатима на успешним листама. СПО је учествовао на парламентарним изборима 2012. као део коалиције Преокрет. Југовић је добио пету позицију на својој листи, а поново је изабран када је савез освојио деветнаест мандата. Српска напредна странка и њени савезници изашли су са избора са највише мандата, тесно победивши листу Демократске странке Избор за бољи живот. Југовић је првобитно тражио формирање нове коалиционе владе на челу са Борисом Тадићем и Демократском странком. Међутим, касније је подржао савез између СПО и СНС.
СПО је учествовао на листи Српске напредне странке Александар Вучић — Будућност у коју верујемо за парламентарне изборе 2014. Југовић је добио двадесет другу позицију на листи и лако је враћен када је алијанса освојила већину са 158 од 250 мандата. Он је накнадно најавио да ће СПО подржати Вучићеву администрацију у скупштини. Од 2012. до 2016. године, Југовић је био лидер посланичке групе СПО—Демохришћанска странка Србије. Он је позвао на измене Устава Србије 2015. године, рекавши да је потребно смањити број посланика у скупштини и променити начин избора. Као и претходних година, позвао је и на отварање досијеа тајних служби Србије.
Поново је изабран за још један мандат у Народној скупштини на изборима 2016. након што је добио седамдесет и прву позицију на коалиционој листи Напредне странке, која је освојила другу узастопну већину са 131 посланичким местом. СПО је био члан посланичког клуба Напредне странке у парламенту 2016–2020. Југовић је био члан скупштинског Одбора за културу и информисање и заменик члана Одбора за науку, образовање, технолошки развој и информационо друштво. Године 2015. био је део делегације Србије на шездесет трећем годишњем Молитвеном доручку Сједињених Америчких Држава у Вашингтону.
Југовић је на изборима 2020. године добио деведесет осмо место на листи Напредне странке Александар Вучић — За нашу децу и изабран је у пети мандат када је листа освојила убедљиву већину са 188 мандата. Тренутно је члан скупштинског одбора за заштиту животне средине.